# ВНИИОкеангеология
Федеральное государственное бюджетное учреждение «Всероссийский научно-исследовательский институт геологии и минеральных ресурсов Мирового океана имени академика И. С. Грамберга» (ФГБУ «ВНИИОкеангеология») — российский государственный научно-исследовательский институт, занимающийся геологическим изучением континентального шельфа, Мирового океана, Арктики и Антарктики. В настоящее время находится в ведомственном подчинении Министерства природных ресурсов и экологии Российской Федерации и Федерального агентства по недропользованию (Роснедра).

## История

### НИИГА
В 1948 году на базе Горно-геологического управления Главсевморпути и Отделения геологии Арктического научно-исследовательского института был создан Научно-исследовательского института геологии Арктики (НИИГА) с целью проведения «всесторонних научных исследований по изучению геологического строения и перспектив на полезные ископаемые Центрального и Восточного секторов Советской Арктики и геологического картирования этих регионов».
В 1953 году институт переподчинён Министерству геологии и охраны недр СССР
В 1972 году НИИГА вошёл в созданное Северное морское научно-производственное геолого-геофизическое объединение («Севморгео», позже — «Севморгеология») с целью «развёртывания поисково-разведочных работ в прибрежных шельфовых зонах морей и океанов». В состав объединения, кроме НИИГА, как головной организации, вошли Полярная (г. Ломоносов), Морская арктическая (г. Мурманск), Норильская (НКГРЭ) и Северо-Тихоокеанская экспедиции.

### ВНИИОкеангеология
В 1981 году НИИГА был преобразован во Всесоюзный научно-исследовательский институт геологии и минеральных ресурсов Мирового океана (ВНИИОкеангеология) с возложением на него функций головного института отрасли в данной области деятельности.
В 1990 году институт возглавил Государственную научно-техническую программу «Комплексные исследования океанов и морей, Арктики и Антарктики».
В 1992 году институт вышел из объединения «Севморгео», в связи с его ликвидацией. Выход из состава ВНИИОкеангеологии «Инженерного центра» (группы геофизических и аппаратурно-технических отделов), позднее преобразованного в ФГУНПП «Севморгео». Обретение статуса двойного подчинения — Комитету по геологии и использованию недр при Правительстве Российской Федерации и Российской академии наук. На ВНИИОкеангеологию возложены функции головного научно-аналитического, информационного и экспертного органа в области пользования недрами континентального шельфа и морской исключительной экономической зоны России.
В 1993 году институт был переименован во Всероссийский научно-исследовательский институт геологии и минеральных ресурсов Мирового океана (ВНИИОкеангеология), вместо «Всесоюзный…»
В 2003 году институт обрёл статус головной (базовой) научной организации Министерства природных ресурсов Российской Федерации в области геологического изучения континентального шельфа, Мирового океана, Арктики и Антарктики. Институту было присвоено имя академика И. С. Грамберга
В 2005 году институт был переподчинён Федеральному агентству по недропользованию (Роснедра).

### Документы
1954 год
Из Положения о НИИГА Министерства геологии и охраны недр,
утверждённого Министром геологии и охраны недр СССР
П. Антроповым 31 марта 1954 г.:

«…Основной задачей НИИГА является изучение геологического строения и полезных ископаемых Арктических районов Союза ССР. В соответствии с этим на институт возлагается: 1. Проведение геологической съёмки, составление и подготовка к изданию государственной геологической карты масштаба 1:1000000 по районам Арктики; проведение геологической съёмки масштаба 1:200000 и более детальной в наиболее перспективных районах Арктики с общей оценкой месторождений и проявлений полезных ископаемых; составление и подготовка к изданию сводных геологических и геоморфологических карт разных масштабов. 2. Проведение научно-исследовательских работ по стратиграфии, палеонтологии, петрографии и другим отраслям геологии, связанным с геологическим изучением арктических районов СССР; разработка комплексных проблем по геологии и полезным ископаемым территории Советской Арктики, а также разработка научных основ и методики геологических исследований. 3. Проведение полевых экспедиционных геологических, геофизических, тематических и специальных исследований. 4. Составление сводок и карт размещения рудных, нерудных и горючих полезных ископаемых, а также сводных карт прогнозов металлоносности, нефтеносности и угленосности. 5. Разработка перспективных планов постановки и проведения геологических работ различных масштабов, с выделением конкретных районов исследований и определением очерёдности их изучения. 6. Составление картографической основы различных масштабов для проведения полевых, тематических и геолого-съёмочных, а также камеральных работ; производство геодезических и детальных топографических работ, с целью обеспечения топоосновой геолого-поисковых исследований. 7. Подготовка научных трудов института к изданию с включением в планы изданий наиболее важных в научно-практическом отношении результатов тематических научно-исследовательских и экспедиционных работ.»
1981 год
Из Приказа Первого Заместителя Министра геологии СССР № 328 от
23.07.81 «О преобразовании Научно-Исследовательского института
геологии Арктики (НИИГА) во Всесоюзный научно-исследовательский
институт геологии и минеральных ресурсов Мирового океана
(ВНИИОкеангеология)»:

«…3. Установить следующие основные направления деятельности ВНИИОкеангеологии: изучение геологического строения акваторий Мирового океана, Арктического бассейна и Антарктики, комплексная геолого-экономическая оценка их минеральных ресурсов; изучение условий формирования, вещественного состава и закономерностей размещения железомарганцевых конкреций и других металлоносных образований Мирового океана с целью выявления критериев их поисков и разведки; разработка технических средств для геологоразведочных работ на твёрдые полезные ископаемые в Мировом океане и на шельфе морей СССР, в условиях Арктики и Антарктики; обоснование и составление целевых комплексных программ изучения и освоения минеральных ресурсов Мирового океана и континентального шельфа СССР; научно-методическое обеспечение специальных геофизических исследований; разработка мер по охране окружающей среды при проведении геологоразведочных работ на твёрдые полезные ископаемые на шельфе СССР и геолого-геофизических исследований в Арктике и Антарктике.»:
2008 год
Из современного (действующего в настоящее время) Устава ФГУП
«ВНИИОкеангеология им. И. С. Грамберга», утверждённого приказом
Федерального агентства по недропользованию от 6 ноября 2008 г.
№ 925:

«…2. Цели и предмет деятельности предприятия. 2.1 Предприятие (Институт) является научной организацией, осуществляющей в качестве основной научную и научно-техническую деятельность в области геологии и недропользования, включая экологические исследования, а также подготовку научных работников. 2.2 Предприятие осуществляет также производственную деятельность в области геологоразведочных, геофизических и геохимических и смежных работ и создано в целях удовлетворения общественных потребностей в результатах его деятельности и получения прибыли. 2.3 Для достижения целей, указанных в пункте 2.2 настоящего Устава, Предприятие осуществляет в установленном законодательством Российской Федерации порядке следующие виды деятельности: 2.3.1. Удовлетворение общественных потребностей в выполнении научно-исследовательских, геологоразведочных, опытно-методических работ и методологического, информационно-аналитического и нормативно-технического сопровождения недропользования на континентальном шельфе, в Мировом океане, Арктике и Антарктике, в том числе: разработка по заданиям Министерства природных ресурсов и экологии Российской Федерации (Минприроды России), Роснедра, других ведомств и организаций программ и планов геологоразведочных работ и лицензирования участков недр, развитие научно-исследовательской и технологической базы отрасли; подготовка предложений о порядке, сроках и условиях проведения лицензионных тендеров, создание пакетов конкурсных геолого-геофизических материалов; мониторинг состояния минерально-сырьевой базы и лицензионного процесса, контроль за выполнением лицензионных соглашений. 2.3.2. Научно-исследовательские, геологоразведочные, опытно-методические работы, создание проектов и разработки в области естественных и технических наук, в том числе: изучения геологического строения и эволюции литосферы Мирового океана, шельфа окраинных и внутренних морей России, арктической суши и островов Антарктики; изучения и комплексной геолого-экономической оценки минерально-сырьевых ресурсов указанных регионов, создания системы их прогноза, поисков и разведки, геологического картирования; обеспечения международно-правовых, геополитических и иных интересов Российской Федерации в Мировом океане, Арктике и Антарктике; геолого-геофизического картографирования шельфа и Мирового океана; мониторинга и охраны природной среды акваторий, прогноза и предупреждения катастрофических природных явлений геолого-геофизическими методами, включая углеводородный мониторинг донных отложений нефтегазоперспективных акваторий; инженерно-геологических исследований (работ); морских изыскательских работ. 2.3.3. Производство и разработка методов и создание аппаратурно-технических средств морских геолого-геофизических исследований и геологоразведочных работ; предоставление в аренду указанных технических средств, контрольно-измерительной аппаратуры. 2.3.4. Создание и совершенствование современных информационно-аналитических систем, в том числе обеспечивающих решение геолого-геофизических и управленческих задач, обработка данных, создание и использование баз данных и информационных ресурсов, а также прочая деятельность, связанная с использованием вычислительной техники и информационных технологий. 2.3.5. Внедрение результатов научно-исследовательских работ в практику морских производственных предприятий. 2.3.6. Издательская, редакционная и полиграфическая деятельность и предоставление услуг в этой области, в том числе издание книг, брошюр, буклетов и аналогичных публикаций, карт, атласов, периодических публикаций, звукозаписей и видеозаписей; брошюровочно-переплётная и отделочная деятельность. 2.3.7. Международное сотрудничество в изучении геологии Мирового океана и полярных областей Земли. 2.3.8. Обучение и повышение квалификации кадров… 2.3.10. Производство подводных работ, включая водолазные работы. 2.3.11. Проектирование, связанное со строительством инженерных сооружений, включая гидротехнические сооружения, проектирование движения транспортных потоков. 2.3.12. Инженерные изыскания для строительства, включая морские нефтегазопромысловые сооружения; проведение инженерных изысканий на акватории океанов, морей, озёр и прилегающей суше, включая острова. 2.3.13. Лабораторные испытания и анализ, в том числе физических свойств материалов и веществ, прочая деятельность по техническому контролю. 2.3.14. Международная деятельность, предоставление редакторских услуг и услуг по переводу. 2.3.15. Изучение, подготовка к освоению и освоение полезных ископаемых Мирового океана. 2.3.16. Проведение морских и наземных экспедиционных геологических исследований, включая геофизические исследования, донный пробоотбор, маршрутные исследования, морское неглубокое бурение. 2.3.17. Инженерно-техническое проектирование; геологоразведочные и геофизические работы, геодезическая, картографическая и картосоставительская деятельность, топографо-геодезическая деятельность, деятельность в области стандартизации и метрологии, деятельность в области гидрометеорологии и смежных с ней областях, прочая деятельность, связанная с решением технических задач. 2.3.18. Гидрографические изыскательские работы, деятельность, связанная с подготовкой картографической и космической информации, включая аэрофотосъёмку, океанографические работы…»:

### Научные исследования
1950-е годы: Начало и широкое развитие геологической съёмки арктической суши, начало первого (рекогносцировочного) этапа геолого-геофизического изучения Антарктики
- С целью создания геофизической основы геологического картирования выполнена миллионная аэромагнитная съёмка Арктической суши (Д. В. Левин, С. М. Крюков). Формируются оригинальные научные школы: стратиграфическая (Н. А. Шведов, А. А. Герке, Э. Н. Кара-Мурза); нефтяная (Н. А. Гедройц, И. С. Грамберг); четвертичной геологии и неотектоники (В. Н. Сакс); геофизическая (Р. М. Деменицкая[16], А. М. Карасик); тектоническая (И. П. Атласов, Б. Х. Егиазаров, Ю. Е. Погребицкий). 1951 г. — Сталинская премия СССР за разработку и внедрение гравиметрической аппаратуры (Н. Н. Самсонов).
- Геологической съёмкой м-ба 1:1000000 покрыта территория от Пай-Хоя и Полярного Урала до Верхоянья, узловые районы Северо-Востока, острова Северного Ледовитого океана, общей площадью 1572 тыс. км² (более 20 листов Государственной геологической карты). Следующим шагом стал переход к среднемасштабной (1:200 000) съёмке наиболее перспективных регионов (Пай-Хой, Усть-Енисейский, Лено-Анабарский, Маймеча-Котуйский районы, Корякское нагорье и др.). Всего заснято 127 листов площадью 875 тыс. км².
- В процессе геологической съёмки выявлены месторождения и проявления твёрдых полезных ископаемых: в Норильско-Талнахском районе (платино-медно-никелевые руды); на Таймыре и Северной Земле (золото, полиметаллы, оптическое сырьё); в Северной Якутии (коренные и россыпные алмазы); в Маймеча-Кутуйском и Уджинском районах (апатит, редкие металлы, редкоземельные элементы и др., включая уникальное месторождение Томтор); на Новой Земле (марганец, полиметаллы).
- Выполнена оценка крупнейших угленосных бассейнов Арктики: Тунгусского, Ленского, Таймырского и др. (А. И. Гусев). Созданы обобщающие сводки и прогнозные исследования по минерагении арктического суши (Н. Н. Урванцев, М. Ф. Лобанов, Д. А. Додин, В. А. Милашев, Л. С. Егоров, Ю. Е. Погребицкий, Н. К. Шануренко, М. К. Иванов и др.).
- Принято участие в Первой Советской Антарктической экспедиции (1955—56 гг.); «точечное» изучение обнаженных участков Восточной Антарктиды на общей площади 0,5 млн км², создание теории эволюции древней Антарктической платформы (М. Г. Равич, Г. Э. Грикуров, Е. И. Каменев).

1960-е годы: Начало планомерного геолого-геофизического изучения Северного Ледовитого океана, переориентация нефтегеологических исследований с арктической суши на континентальный шельф
- В сжатые сроки весь советский сектор Северного Ледовитого океана охвачен аэромагнитной съёмкой; кондиционной гравиметрической съёмкой за 10-11 лет покрыта площадь арктического шельфа России; начат не имеющий аналогов в мире 30-летний натурный эксперимент по проведению наледных сейсмических наблюдений МОВ и МПВ в составе сезонных экспедиций «Север» и с дрейфующих станций «Северный Полюс».
- Всесторонняя научная обработка материалов нефтеразведок в Нордвикском, Оленекском и Усть-Енисейском районах 1933—1953 гг., обоснование необходимости возобновления работ (Н. А. Гедройц, М. К. Калинко, И. С. Грамберг); комплексное исследование Оленекского месторождения битумов (В. Л. Иванов, Т. Н. Копылова); научное сопровождение поисково-разведочных работ в Усть-Енисейском районе с целью энергообеспечения Норильского Комбината (Д. С. Сороков, Г. Н. Карцева, Г. Д. Гинсбург).
- 1966 г. — Ленинская премия за открытие и разведку Удоканского месторождения меди в Забайкалье (Э. Ф. Гринталь).
- 1968 г. — первая версия нефтегазогеологического районирования арктического шельфа и первая научная публикация по нефтегазоносности шельфа (И. С. Грамберг, В. Н. Соколов, Ю. Н. Кулаков); 1969 г. — первая «Карта перспектив нефтегазоносности арктического побережья и шельфа» с оценкой прогнозных ресурсов в 60 млрд т. у. т. (И. С. Грамберг, В. Н. Соколов, Д. А. Вольнов, Я. И. Полькин, Д. В. Лазуркин); 1971 г. — карта перспектив нефтегазоносности всех морей СССР с подсчётом прогнозных ресурсов на 01.01.1971 г. (НИИГА-ВНИГРИ-ВНИИморгео).

1970-е годы: Начало и развитие геологоразведочных работ на нефть и газ на шельфе Западной Арктики при научно-методическом сопровождении института, возникновение и становление россыпной минерагении шельфа, начало систематического геолого-геофизического изучения глубоководных областей океана, начало второго (площадного) этапа геолого-геофизического изучения Антарктики
- Морские поисково-разведочные работы выполняются сначала МАГЭ НПО «Севморгео» (Н. Н. Трубятчинский, М. Л. Верба), затем сейсмическими и буровыми предприятиями энергетического ведомства («Севморнефтегеофизика», «Арктикморнефтегазразведка»); НИИГА (И. С. Грамберг, В. Н. Соколов, Д. С. Сороков) осуществляет научно-методическое обеспечение геологоразведки, в том числе: научное обоснование выбора объектов и методов исследования; научное сопровождение программы бурения опорно-параметрических скважин на архипелагах Шпицберген и Земля Франца-Иосифа, островах Свердруп и Колгуев в 1976—80 годах (И. В. Школа, Е. Г. Бро); обработка материала бурения глубоких опорных и поисковых скважин, прогнозная оценка коллекторов, покрышек, ловушек (Н. В. Устинов, Э. Н. Преображенская, Т. М. Пчелина).
- Заложены научные основы нового направления исследований — шельфовой россыпной минерагении (Б. Х. Егиазаров, В. И. Ушаков, А. М. Иванова, А. Н. Смирнов); разработаны вопросы минерагенического районирования, классификации и таксономии россыпных объектов, методов оценки ресурсов и запасов и др.; в ходе поисково-съемочных и разведочных работ осуществлено открытие и геолого-экономическая оценка крупных россыпных объектов: Таймыро-Североземельского (россыпное и коренное золото); Лаптевского (олово); Североякутского (ископаемая мамонтова кость) и др.
- Переход к изучению обширных подледных пространств материка и континентальной окраины Антарктиды комплексом площадных геолого-геофизических методов (Д. С. Соловьев, В. Н. Масолов); подготовка первых сводных работ по потенциальной нефтегазоносности континентальной окраины Антарктиды (В. Л. Иванов, В. В. Траубе). 1971 год — Государственная премия СССР за участие в создании первого издания «Атласа Антарктики» (М. Г. Равич).

1980-е годы: Развитие главных направлений деятельности, новые направления — геоэкология шельфа, «Океанские геотраверсы», газовые гидраты, ВГКШ
- Продолжение прогрессивного развития главных направлений деятельности, сложившихся в 1970-е годы, в рамках которых получила начало новая тематика: исследования в области геоэкологии и мониторинга геологической среды (В. И. Гуревич, А. С. Хомичук); проект «Океанские геотраверсы» (Ю. Е. Погребицкий, С. П. Мащенков); исследования по геологии субмаринных газовых гидратов (Г. Д. Гинсбург, В. А. Соловьев); начало исследований по проблеме внешней границы континентального шельфа — ВГКШ (Ю. Н. Кулаков, В. Э. Волк, В. В. Верба).
- 1983 г. — Государственная премия СССР в области науки и техники за создание Атласа грунтов Северного Ледовитого океана (И. С. Грамберг, Б. Х. Егиазаров, Н. Н. Лапина, Н. Н. Куликов, Ю. П. Семёнов).
- 1986 г. — Государственная премия СССР в области науки и техники за исследования рельефа дна Северного Ледовитого океана (Р. М. Деменицкая, А. М. Карасик, Ю. Г. Кисилёв).
- Научно-методическое обеспечение цикла геолого-разведочных работ объединений «Южморгеология», «Севморгеология», «Дальморгеология» в глубоководных районах Мирового океана; разработка фундаментальных основ геологии и минерагении Мирового океана; геолого-экономическая оценка океанских ресурсных объектов и обоснование стратегии их изучения и освоения (Б. Х. Егиазаров, С. И. Андреев, С. Г. Краснов, Г. А. Черкашев, Э. Ф. Гринталь, А. И. Айнемер, Л. И. Аникеева, Я. В. Неизвестнов, И. Н. Горяинов).

1990-е годы
Развитие главных направлений деятельности, новые направления — информационно-аналитическое обеспечение недропользования, создание ГИС-систем, геологическая съёмка шельфа ГГК/1000, «Платина России»
- 1991 г. — Премия Правительства РФ за участие в создании научно-исследовательских судов для геолого-геофизических исследований и поиска твёрдых полезных ископаемых в Мировом океане (Г. И. Гапоненко).
- Становление нового направления — мониторинг прогнозных ресурсов и промышленных запасов углеводородов, информационно-аналитическое обеспечение недропользования (О. И. Супруненко, К. Г. Вискунова, В. В. Суслова).
- 1995 г. — Государственная Премия РФ за открытие Западно-Арктической нефтегазоносной провинции (И. С. Грамберг)
- Широкое развитие исследований по проблеме ВГКШ (В. А. Поселов, В. Д. Каминский, В. Ю. Глебовский, А. Д. Павленкин); подготовка к изданию листов ГГК/1000 на континентальный шельф (В. Л. Иванов, Б. Г. Лопатин, В. А. Виноградов, Е. А. Гусев); комплексная оценка минерально-сырьевого потенциала Арктики и обоснование стратегии его освоения (Д. А. Додин, О. И. Супруненко, А. Н. Евдокимов); создание теории стадийного развития океанов Земли (И. С. Грамберг); издание монографий «Металлогеническая зональность Мирового океана» и «Геодинамика и рудогенез Мирового океана» (С. И. Андреев); комплексная научно-техническая программа «Платина России» (Д. А. Додин).

2000-е годы: Создание фундаментальной научной базы по основным направлениям исследований
- 2002 г. — Премия Правительства РФ в области науки и техники за создание карт рельефа дна Северного Ледовитого океана для решения многоотраслевых задач и реализации национальных интересов России в Арктике (И. С. Грамберг, В. Д. Каминский, Г. Д. Нарышкин, В. А. Посёлов, Ю. Е. Погребицкий).
- Публикация карт: «Металлогеническая карта Мирового океана» и «Геолого-минерагеническая карта Мира», сопровождаемая фундаментальной сводкой «Геология, минерагения и минеральные ресурсы Мира на рубеже XXI столетия», ВСЕГЕИ-ВНИИОкеангеология, (редактор и ведущий автор по океану С. И. Андреев).
- Выход в свет капитального, объёмом более 120 печ. листов, тома «Российская Арктика: геологическая история, минерагения, геоэкология», в создании которого приняли участие больше двухсот авторов из 56 академических и ведомственных институтов (главные редакторы чл.-корр. РАН Д. А. Додин и акад. В. С. Сурков).
- Издание книги «Арктические моря» (т.5, кн.1 шеститомной монографии «Геология и полезные ископаемые России») — обобщающей работы, подводящей итоги геолого-геофизического изучения арктического шельфа России на начало текущего столетия (главные редакторы И. С. Грамберг, В. Л. Иванов, Ю. Е. Погребицкий).
- 2006 г. — Премия Правительства РФ в области науки и техники за разработку, научное обоснование и внедрение прогрессивных технологий для создания эколого-геологических основ недропользования Западно-Арктического шельфа России (В. Л. Иванов, Б. Г. Лопатин).
- Принятие участия в подготовке «Единой государственной стратегии изучения и освоения нефтегазового потенциала континентального шельфа», «Программы лицензирования участков недр шельфа до 2010 года» и других программных документов отрасли (О. И. Супруненко).
- Разработка оригинальной системы представлений о структуре и эволюции земной коры Антарктики; создание информационной основы (базы данных) для дальнейшего развития антарктических геонаук и прогноза минеральных ресурсов (Г. Э. Грикуров, Г. Л. Лейченков).
- Подготовка заявки по обоснованию внешней границы континентального шельфа России (В. А. Посёлов, В. Д. Каминский).

## Руководство
Директора (по году назначения):
- 1948 — Ткаченко, Борис Васильевич — Инженер-генерал-директор Северного Морского пути III ранга[17].
- 1972 — Грамберг, Игорь Сергеевич
- 2002 —2022  Каминский, Валерий Дмитриевич.
- 2022 - по настоящее время - Шумский Борис Витальевич

## Современный институт
Во ВНИИОкеангеологии работают специалисты различных естественнонаучных, технических и экономических специальностей, сфера научных интересов которых затрагивает широкий круг вопросов, связанных с изучением и рациональным освоением минерально-сырьевых ресурсов Мирового океана и полярных областей Земли. В его составе член-корреспондент РАН, 2 академика и член-корреспондент РАЕН, 26 докторов и 79 кандидатов наук (на 01.02.2011). Пятнадцать сотрудников института удостоены Ленинской, Государственных и Правительственных премий, четырнадцать носят почётные звания «Заслуженный геолог РФ» и «Заслуженный деятель науки РФ». Свыше 50 сотрудников института являются первооткрывателями месторождений полезных ископаемых.
При институте действуют:
- Учёный Совет с секциями: региональных геолого-геофизических исследований и нефтегазоносности, геологии твёрдых полезных ископаемых и геоэкологии, морской геофизики и технических средств.
- Диссертационный Совет по защите докторских диссертаций (геолого-минералогические науки) по специальностям: 25.00.10 — геофизика, геофизические методы поисков полезных ископаемых; 25.00.11 — геология, поиски и разведка твёрдых полезных ископаемых; 25.00.12 — геология, поиски и разведка горючих ископаемых; 25.00.28 — океанология.
- Отделение морской геологии Научно-редакционного Совета Минприроды России по геологической картографии.
- Филиал Межведомственного стратиграфического комитета (по стратиграфии шельфа).
- Постоянно действующий научный семинар «Строение и эволюция литосферы».
- Информационно-аналитические системы «Геология, минерально-сырьевые ресурсы и геоэкология Арктики, Мирового океана и Антарктики», «Геологическое строение и ресурсный потенциал Северного Ледовитого океана и его континентального обрамления», «Нефтегазоносность шельфов России», «Обоснование внешней границы континентального шельфа России (ВГКШ) в Северном Ледовитом и Тихом океанах, внутренних морях», «Геоэкология Западно-Арктического шельфа».
- Геологические фонды общим объёмом свыше 5 тысяч единиц хранения.
- Научно-техническая библиотека с около 65 тысячами единиц книг, периодических и информационных изданий.
- Музей истории института.
- Издательский центр «ВНИИОкеангеология», ежегодно выпускающий 1—2 монографии и 5—7 сборников статей.

### Направления деятельности
Основным видом продукции является геологическая информация, под которой, согласно ст. 27 Закона РФ «О недрах», понимается «информация о геологическом строении недр, находящихся в них полезных ископаемых, об условиях их разработки, а также иных качествах и особенностях недр, содержащаяся в геологических отчётах, картах и иных материалах».

Целью использования продукции является удовлетворение потребностей высших органов государственной власти России (в первую очередь — центрального аппарата Минприроды и Роснедр) в геологоразведочной, научно-аналитической и научно-методической информации, относящейся к геологическому изучению континентального шельфа, Мирового океана, Арктики и Антарктики; а также потребностей других предприятий.
Основными направлениями деятельности Института по производству геологической информации являются:
- — Изучение нефтегазоносности континентального шельфа России: первенство и ведущая роль в открытии и изучении месторождений углеводородов на российском шельфе (в первую очередь — арктическом), в анализе результатов геологоразведочных работ по изучению и освоению нефтегазовых ресурсов шельфа; разработка стратегического планирования и мониторинг лицензионной деятельности для Минприроды и Роснедр.
- — Обоснование положения внешней границы континентального шельфа (ВГКШ) России геолого-геофизическими методами: первенство (с конца 1980-х годов) и ведущая роль в проведении комплексных геолого-геофизических исследований по проблеме, в научном обосновании ВГКШ; разработка и представление, на основе комплексной обработки всех материалов, вариантов Заявки России в Комиссию ООН по границам континентального шельфа (для Минприроды, Роснедр и МИД России).
- — Комплексная оценка минерально-сырьевого потенциала Арктики и геологическое картирование: с 1940-х годов планомерные исследования арктического региона РФ, открытие крупных и уникальных рудных месторождений на арктической суше и островах, изучение твёрдых полезных ископаемых шельфа, научно-методическое обоснование и проведение полистного геологического картирования шельфа; разработка научно-методических основ геологического картирования на шельфе, включая создание серийных легенд и схем корреляции отложений суши и шельфа (для Минприроды и Роснедр).
- — Изучение и подготовка к освоению полезных ископаемых Мирового океана: с 1970-х годов целенаправленные исследования твёрдых полезных ископаемых (ТПИ) международного района океана, разработана научно-методическая основа проведения эффективных геологоразведочных работ на железомарганцевые конкреции (ЖМК), кобальто-марганцевые корки (КМК) и глубоководные полиметаллические сульфиды (ГПС), изучены основные закономерности их распространения; разработаны основы минерагении Мирового океана, проведена предварительная геолого-экономическая оценка возможного освоения ЖМК и КМК; разработка концепций дальнейшего изучения и освоения минерально-сырьевого потенциала Мирового океана в XXI столетии с позиции национальных, геополитических и оборонных интересов России (для Минприроды, Роснедр и Минобрнауки).
- — Геолого-геофизическое изучение Антарктики: первенство (с 1956 г.) и научный приоритет в создании национальной информационной базы данных и знаний, содержащей научно обоснованную концепцию геологического строения и эволюции земной коры Антарктики и позволяющей составить представление о перспективах её минеральных ресурсов; головная роль в разработке и реализации национальной программы геолого-геофизического исследования этого региона (для Минприроды, Роснедр, МИД России, Минобрнауки).
- — Обеспечение экологической безопасности, мониторинг геологической среды, инженерно-геологические изыскания: исследования с 1970-х годов, геоэкологическое картирование Баренцева моря, криолитозоны шельфа Белого, Баренцева и Карского морей, составление специализированных экогеодинамических карт арктического шельфа РФ, оценка устойчивости геологической среды шельфа к техногенным воздействиям, разработка основ геоэкологического нормирования на шельфе, обоснование регламента паспортизации и составление геоэкологических паспортов лицензионных участков (для Роснедр).

Деятельность института направлена, в первую очередь, на решение федеральных геополитических задач, связанных с обеспечением минерально-сырьевой безопасности государства.

### Научные подразделения
- Отдел геологического картирования
- Отдел геологии и минеральных ресурсов Мирового океана
- Отдел геологии твёрдых полезных ископаемых Арктики
- Отдел геологии и минеральных ресурсов Антарктики
- Отдел информационных систем (недоступная ссылка)
- Отдел морской сейсморазведки
- Отдел литологии и геохимии
- Отдел нефтегазоносности Арктики и Мирового океана
- Отдел системных геолого-геофизических исследований
- Сектор геологии твёрдых полезных ископаемых шельфа
- Сектор методики морских геолого-геофизических исследований
- Сектор систем безопасности недропользования
- Сектор стратиграфии
- Лаборатория инженерной геологии дна Мирового океана
- Лаборатория нетрадиционных источников углеводородов
- Лаборатория многоуровнего геофизического мониторинга
- Лаборатория органической геохимии
- Комплексная партия

## Известные сотрудники
- Вакар, Владимир Анатольевич — советский учёный-геолог, профессор
- Городницкий Александр Моисеевич — с 1959 по 1972 гг.
- Деменицкая, Раиса Михайловна
- Иванов Владимир Леонидович
- Климов, Лев Владимирович — с 1956 по 1967, участник 7 арктических экспедиций
- Погребицкий, Юлиан Евгеньевич — с 1953 по 2006 гг.
- Урванцев Николай Николаевич — с 1958 по 1985 гг.
- Аветисов, Георгий Паруйрович — с 1966 г.